# Henri Marmonier
Pour les articles homonymes, voir Marmonier.
Henri Marmonier est un homme politique français né le 16 septembre 1855 à Saint-Maurice-de-Satonnay (Saône-et-Loire) et décédé le 4 février 1900 à Belleville-sur-Saône (Rhône).

## Carrière politique
Étudiant en droit à Paris, il collabore au journal La Semaine républicaine et milite activement dans les rangs radicaux entre 1874 et 1878. Il est secrétaire d'Henri Brisson, puis son chef de cabinet à la présidence de la Chambre et au ministère de la Justice. Docteur en droit, il préside la société d'agriculture de Villefranche-sur-Saône. Il est député du Rhône de 1885 à 1889, siégeant à l'extrême gauche. Il est conseiller général de 1895 à 1900.

## Source
- « Henri Marmonier », dans Adolphe Robert et Gaston Cougny, Dictionnaire des parlementaires français, Edgar Bourloton, 1889-1891 [détail de l’édition]
- « Henri Marmonier », dans le Dictionnaire des parlementaires français (1889-1940), sous la direction de Jean Jolly, PUF, 1960 [détail de l’édition]